# رانی خدیرا
رانی خدیرا (انگلیسی: Rani Khedira؛ زادهٔ ۲۷ ژانویهٔ ۱۹۹۴) بازیکن فوتبال اهل آلمان است که در پست هافبک بازی می‌کند.
از باشگاه‌هایی که در آن بازی کرده‌است می‌توان به باشگاه فوتبال لایپزیگ و باشگاه فوتبال اشتوتگارت اشاره کرد.
وی همچنین در تیم‌های ملی فوتبال جوانان آلمان بازی کرده‌است.